# Чемпіонат України з футзалу серед жінок 2013—2014
Чемпіонат України з футзалу серед жінок 2013—2014 — 20-й чемпіонат України, в якому переможцем стала коцюбинська «Біличанка-НПУ» під керівництвом В. В. Колтка.

## Учасники
Порівняно з попереднім чемпіонатом команд стало більше, а саме 9. Була представлена північна, центральна, східна і південна  Україна.
| - «Біличанка-НПУ» (смт. Коцюбинське, Київська область) - «Злагода» (Дніпропетровськ) - «IMS-Уніспорт» (Київ) - «Кристал» (Херсон) - «Надія-ДЮСШ» (м. Гребінка, Полтавська область) | - «Ніка-ПНПУ» (Полтава) - «УАБС-НБУ» (Суми) - «ФКЛ-Інтер» (Луганськ) - «Ятрань-УДПУ-Базис» (Умань, Черкаська область) |

## Регіональний розподіл
| Регіон                   | Кіл-ть команд | Команди               |
| ------------------------ | ------------- | --------------------- |
| Полтавська область       | 2             | Ніка-ПНПУ, Надія-ДЮСШ |
| Дніпропетровська область | 1             | Злагода               |
| Київ                     | 1             | IMS-Уніспорт          |
| Київська область         | 1             | Біличанка-НПУ         |
| Луганська область        | 1             | ФКЛ-Інтер             |
| Сумська область          | 1             | УАБС-НБУ              |
| Херсонська область       | 1             | Кристал               |
| Черкаська область        | 1             | Ятрань-УДПУ-Базис     |

## Підсумкова таблиця
| М | Команда                     | І  | В  | Н | П  | РМ     | О  |
| - | --------------------------- | -- | -- | - | -- | ------ | -- |
|   | «Біличанка-НПУ» Коцюбинське | 16 | 14 | 1 | 1  | 138−23 | 43 |
|   | «IMS-Уніспорт» Київ         | 16 | 12 | 0 | 4  | 104−42 | 36 |
|   | «Ніка-ПНПУ» Полтава         | 16 | 11 | 3 | 2  | 131−29 | 36 |
| 4 | «Злагода» Дніпропетровськ   | 16 | 11 | 2 | 3  | 69−31  | 35 |
| 5 | «УАБС-НБУ» Суми             | 16 | 9  | 0 | 7  | 90−54  | 27 |
| 6 | «Ятрань-УДПУ-Базис» Умань   | 16 | 4  | 0 | 12 | 54−85  | 12 |
| 7 | «ФКЛ-Інтер» Луганськ        | 16 | 4  | 0 | 12 | 35−141 | 12 |
| 8 | «Надія-ДЮСШ» Гребінка       | 16 | 3  | 0 | 13 | 44−135 | 9  |
| 9 | «Кристал» Херсон            | 16 | 1  | 0 | 15 | 20−145 | 3  |